# Psectrocladius oligosetus
Psectrocladius oligosetus är en tvåvingeart som beskrevs av Wulker 1956. Psectrocladius oligosetus ingår i släktet Psectrocladius och familjen fjädermyggor. Arten är reproducerande i Sverige. Inga underarter finns listade i Catalogue of Life.